# Neuwiller-lès-Saverne
Neuwiller-lès-Saverne (Duits:Neuweiler bei Zabern) is een gemeente in het Franse departement Bas-Rhin in de regio Grand Est en maakt deel uit van het arrondissement Saverne. De gemeente telde 1.099 inwoners op 1 januari 2022.

## Geschiedenis

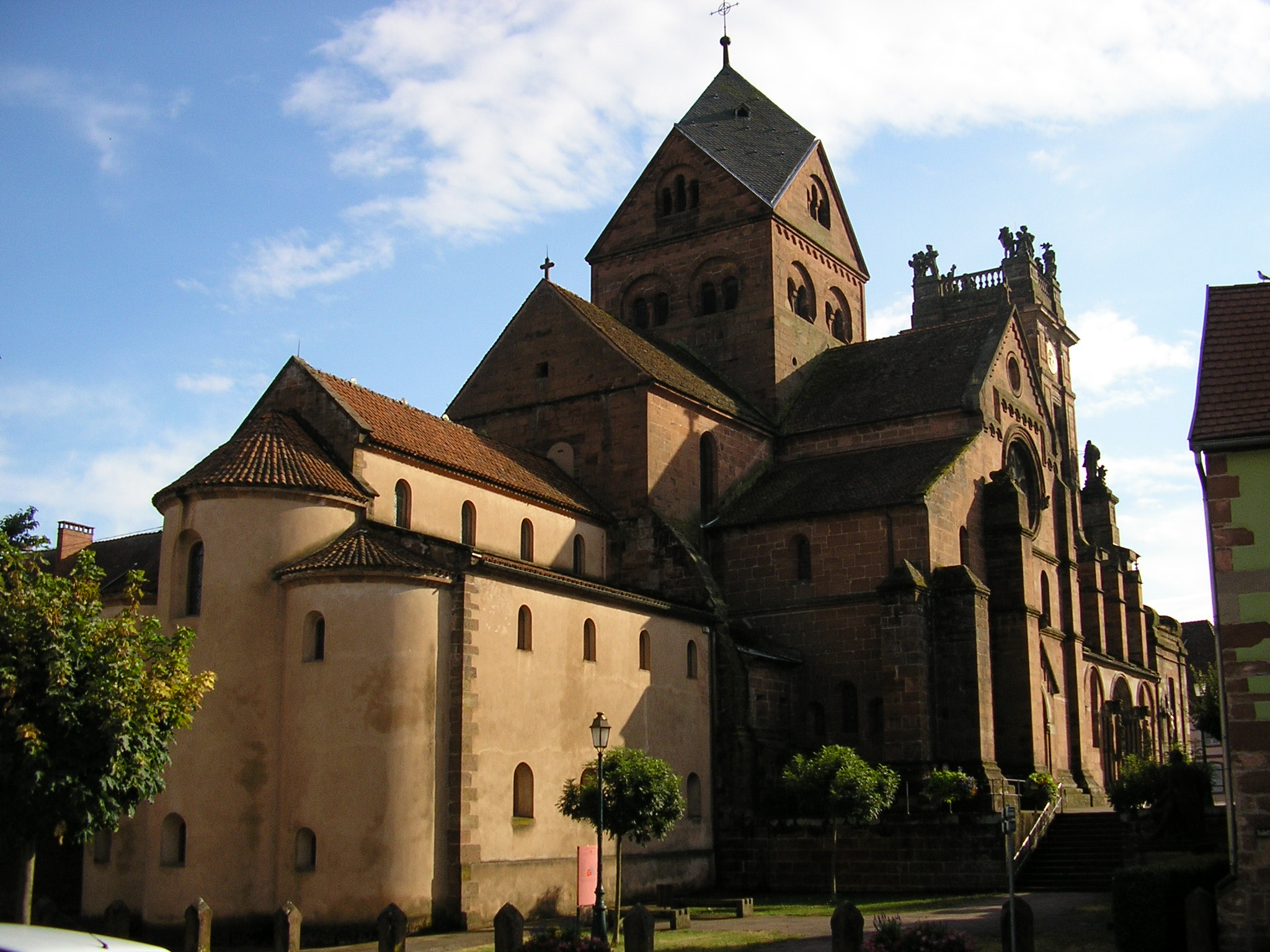
Eglise St. Pierre et Paul

De kerk van sint Petrus en sint Paulus in Neuwiller heeft een historie die teruggaat tot het jaar 720 en is daarmee een van de oudste kerken van de Elzas.
Neuwiller-lès-Saverne maakte deel uit van het kanton Bouxwiller tot het op 22 maart 2015 werd overgeheveld naar het kanton Ingwiller.

## Geografie
De oppervlakte van Neuwiller-lès-Saverne bedraagt 31,89 vierkante kilometer; Op 1 januari 2022 was de bevolkingsdichtheid 34,5 inwoners per km².

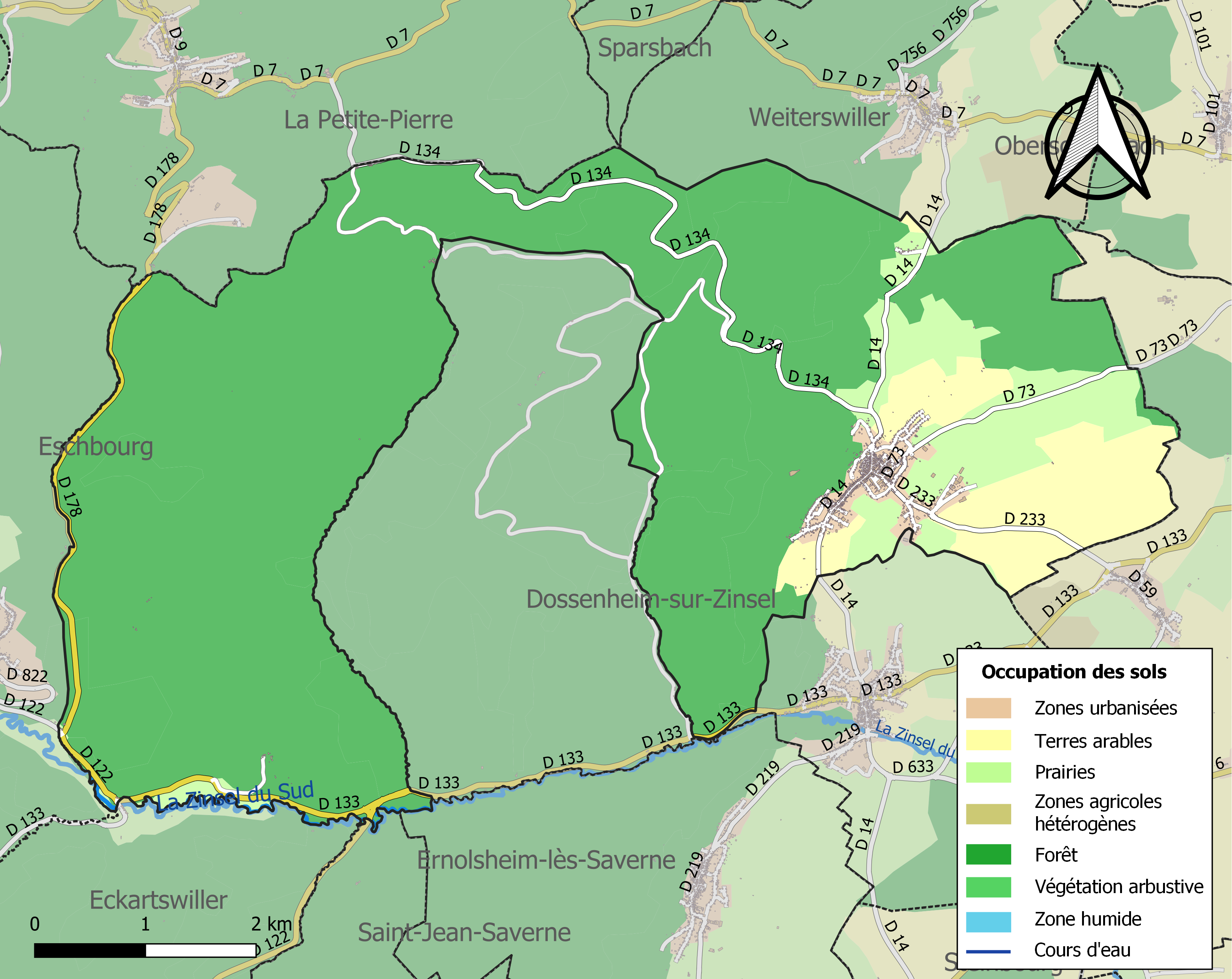
Kaart van de gemeente met de belangrijkste infrastructuur, bodemgebruik en omliggende gemeenten

## Demografie
Onderstaande figuur toont het verloop van het inwonertal.
Adamswiller · Altwiller · Asswiller · Baerendorf · Berg · Bettwiller · Bischholtz · Bissert · Burbach · Bust · Butten · Dehlingen · Diedendorf · Diemeringen · Domfessel · Dossenheim-sur-Zinsel · Drulingen · Durstel · Erckartswiller · Eschbourg · Eschwiller · Eywiller · Frohmuhl · Gœrlingen · Gungwiller · Harskirchen · Herbitzheim · Hinsbourg · Hinsingen · Hirschland · Ingwiller · Keskastel · Kirrberg · Lichtenberg · Lohr · Lorentzen · Mackwiller · Menchhoffen · Mulhausen · Neuwiller-lès-Saverne · Niedersoultzbach · Oermingen · Ottwiller · Petersbach · La Petite-Pierre · Pfalzweyer · Puberg · Ratzwiller · Rauwiller · Reipertswiller · Rexingen · Rimsdorf · Rosteig · Sarre-Union · Sarrewerden · Schillersdorf · Schopperten · Schœnbourg · Siewiller · Siltzheim · Sparsbach · Struth · Thal-Drulingen · Tieffenbach · Volksberg · Vœllerdingen · Waldhambach · Weinbourg · Weislingen · Weiterswiller · Weyer · Wimmenau · Wingen-sur-Moder · Wolfskirchen · Zittersheim